# Caroxylon brevifolium
Caroxylon brevifolium är en amarantväxtart som beskrevs av St.-lag. Caroxylon brevifolium ingår i släktet Caroxylon och familjen amarantväxter. Inga underarter finns listade i Catalogue of Life.